# Raymonda
Raymonda est un ballet en trois actes, chorégraphié par Marius Petipa sur une musique d'Alexandre Glazounov. Il est donné pour la première fois au Théâtre Mariinsky à Saint-Pétersbourg le 19 janvier 1898. Encore donné aujourd'hui, il s'agit d'un des ballets les plus connus de Petipa, dont le travail dans la Russie impériale a durablement marqué l'histoire de la danse classique.

## Genèse de l'œuvre
Alexandre Glazounov (1865-1936), alors âgé de 32 ans, fait ses débuts de compositeur de ballets avec Raymonda, ballet en trois actes et quatre tableaux chorégraphié par Marius Petipa. Le livret est de la comtesse Lydia Pachkova et Marius Petipa sur une musique d'Alexandre Glazounov. Le spectacle est présenté au Théâtre Mariinsky de Saint-Pétersbourg le 19 janvier 1898. Marius Petipa est alors âgé de 80 ans.
Raymonda allie la pureté de la danse classique française à la virtuosité italienne. Marius Petipa y intègre étroitement des danses de caractères issues des traditions folkloriques russes mais retranscrites dans un style  classique occidental.
Glazounov n'a travaillé qu'une seule fois pour la scène, à l'occasion de Raymonda. C'était l'époque où il achevait, avec son maître Rimski-Korsakov, le fragment d'opéra Le Prince Igor d'Alexandre Borodine. Le jeune compositeur n'a encore aucune expérience dans le domaine de la danse classique lorsqu'il commence sa collaboration avec le vieux maître du ballet classique Petipa. Leur collaboration va s'avérer très difficile, mais Glazounov restera reconnaissant, sa vie durant, envers le génial chorégraphe et aura toujours beaucoup d'estime pour lui par la suite.

Après la mort inattendue de Tchaïkovski, Petipa contacte Glazounov. Bien avant que ce dernier n'ait même écrit les premières mesures de Raymonda, Petipa s'en est déjà fait des idées très détaillées du point de vue musical et chorégraphique. Vieux routier de la danse et de la scène, Petipa tente d'imposer des limites étroites au compositeur. Malheureusement, ce dernier ne veut pas se soumettre aux nécessités impérieuses de la danse classique. Il ressent, par exemple, la prescription d'une période de 32 mesures comme un corset dans lequel il n'est pas disposé à se laisser enfermer. Là où le chorégraphe exige des coupes et lutte pour avoir des passages courts, précis, persuasifs, avec une gestuelle décisive, Glazounov ne veut pas toucher à sa brillante partition. Aujourd'hui encore, les nombreuses différences entre la version scénique de la musique, d'une part, et la partition d'autre part, à l'époque destinée au piano, témoignent de cette lutte obstinée. C'est ce qui a souvent empêché que des modifications chorégraphiques nouvelles, effectuées par Petipa juste lors des répétitions, soient intégrées à temps dans la première version imprimée de la musique. Dans une lettre adressée à un ami, Petipa se plaint en ces termes : 

« M. Glazounov ne veut pas changer une seule note, non plus dans la variation pour Mlle Legnani ou au moins un petit trait au galop. C'est horrible de travailler avec un compositeur qui a donné sa musique à une maison d'édition et qui l'a déjà publiée à l'avance. »

C'est seulement après la première représentation que Glazounov reconnaît enfin l'importance décisive des adaptations scéniques faites par le maître chorégraphe, et la nécessité, pour le compositeur, de se montrer plus souple à cet égard et de s'y adapter. Lors des représentations suivantes, il tient compte des propositions de Marius Petipa. Et le compositeur écrit : 

« La nécessité de se tenir aux conditions du chorégraphe m'a imposé, il est vrai, une contrainte. Mais [...] en même temps, elle m'a donné de la force pour surmonter les difficultés symphoniques. [...] Mais n'est-ce pas peut-être précisément de ces chaînes que jaillit la meilleure école pour le développement du sentiment et de la forme ? »

Lorsque Petipa tombera en disgrâce, Glazounov, désormais reconnu pour occuper une position prépondérante sur la scène artistique russe, prendra toujours fait et cause pour le vieux maître de ballet.

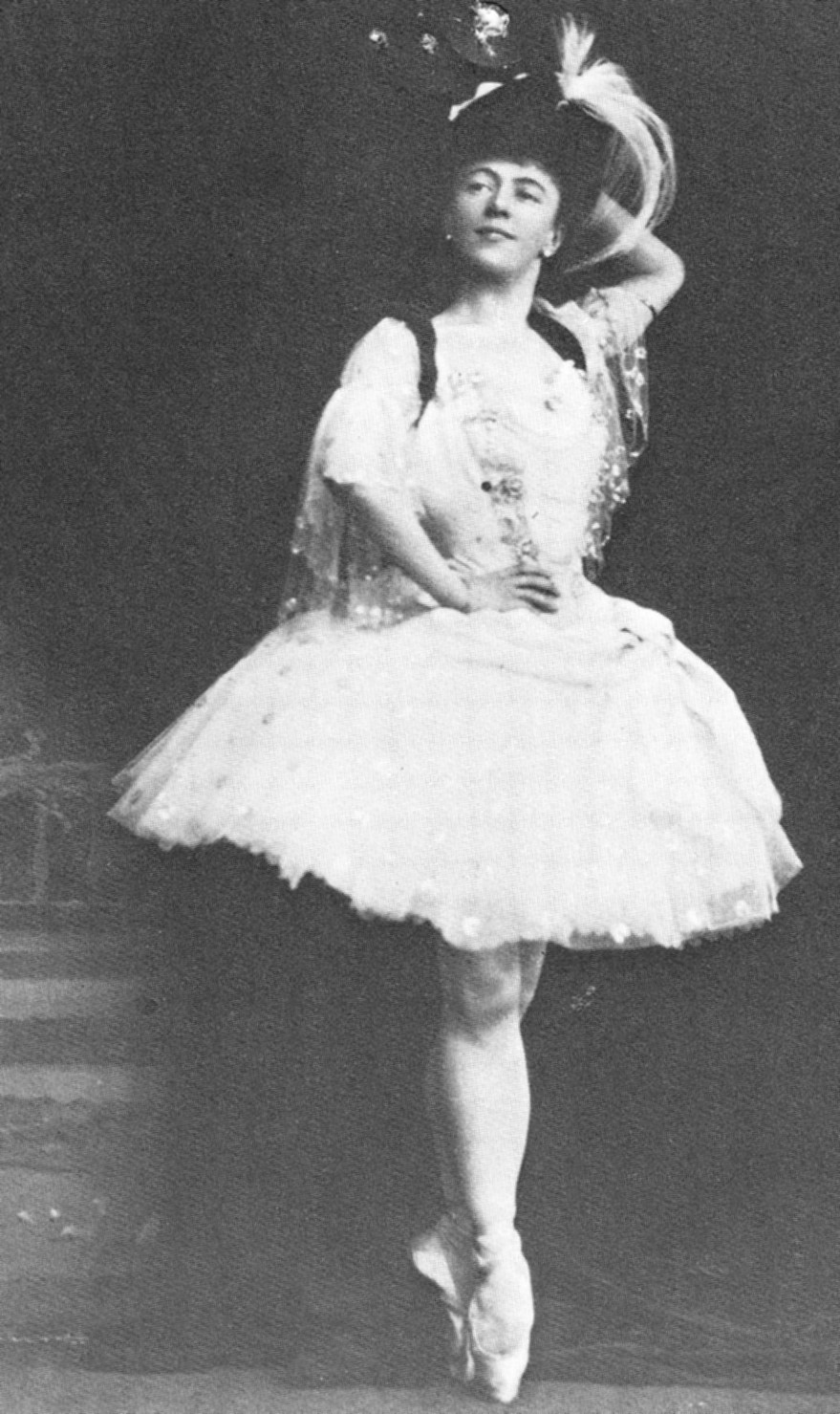
Olga Preobrajenska dans le grand pas hongrois, en 1903

D'ailleurs, avec son dernier chef-d'œuvre, Petipa se tourne déjà vers la modernité. Il émancipe la danse pour la danse, comme l'a détachant de l'histoire racontée sur scène. Le troisième acte, en particulier, annonce déjà une nouvelle époque. Dans le ballet Raymonda, la danse ne veut plus se présenter que pour elle-même et veut s'affranchir du drame qui se joue. La forme elle-même - à la fois ensemble de danse classique, de danse de semi-caractère et de caractère  - devient le principal contenu. L'acte final appartient aux pièces de la chorégraphie originale de Petipa, qui nous a été transmise par une tradition de représentation plus ou moins continue. La pièce centrale du dernier acte, le Grand Pas hongrois, s'est imposée au sein du répertoire international des compagnies de ballet classique, indépendamment du reste de l'œuvre.
Pourtant ce ballet, malgré son grand succès en Russie, son pays d'origine, ne sera présenté pour la première fois en Europe qu'en 1935 : la première représentation en est donnée à Londres par le Ballet National de Lituanie, dans une version de Nicolas Zverev.
Pendant plus d'un siècle, Raymonda connaît régulièrement différents arrangements scéniques, qui témoignent de la confrontation infatigable des successifs chorégraphes avec l'héritage classique de Petipa, solide comme un roc, s'éloignant de Petipa mais y revenant toujours.

## Argument
L'action voulue à l'origine par Lydia Paschkova se passe au temps des croisades.

### Acte I
Raymonda fête son anniversaire dans le château de sa tante aux côtés de son fiancé, le chevalier Jean de Brienne. Les deux amoureux doivent se séparer avant que la fête se termine car le chevalier doit rejoindre l'armée du roi André II de Hongrie sur le chemin de la guerre. La comtesse Sibylle, tante de Raymonda lui parle de la statue de la vieille Dame Blanche, située dans les jardins du château. Celle-ci reprend vie la nuit et est une protectrice de la famille. La nuit venue, Raymonda tombe dans un sommeil agité au cours duquel la Dame Blanche lui apparaît et l'enlève dans un jardin magique plein de secrets. Elle y rencontre son amant. Soudain, Jean de Brienne se transforme en un cheik arabe qui lui fait une déclaration d'amour pressante. Effrayée, Raymonda est contrainte d'accepter et s'évanouit. Elle se réveille à l'aube, seule, avec les souvenirs de son cauchemar.

### Acte II
De nouvelles festivités sont organisées au château avec des invités venus de contrées lointaines. À sa grande frayeur, Raymonda reconnaît le cheik Abderamane qu'elle a vu dans son rêve. Ce dernier l'assaille avec sa demande en mariage que Raymonda refuse. À la fois désespéré et blessé dans  son amour propre Abderamane la fait enlever. C'est à ce moment que Jean de Brienne et le roi de Hongrie rentrent de la bataille par surprise. Le roi, ne voyant pas d'issue à la situation, ordonne un duel entre les deux rivaux. Brienne sort vainqueur avec l'aide de la Dame Blanche. Grièvement blessé, Abderamane déclare une nouvelle fois sa flamme à Raymonda avant de mourir.

### Acte III
Le couple, à nouveau réuni, célèbre ses noces dans le palais du roi.

## Personnages
Les principaux rôles sont tenus pas Pierina Legnani (Raymonda), Pavel Gerdt (Abderakhman), Serge Legat (Jean de Brienne) et Olga Preobrajenska (Henriette).
| Personnage       | Rôle                 | Interprète de la création 19 janvier 1898 |
| ---------------- | -------------------- | ----------------------------------------- |
| Raymonda         | Personnage central   | Pierina Legnani                           |
| Jean de Brienne  | Amoureux de Raymonda | Serge Legat                               |
| Abderamane       | Cheik arabe          | Pavel Gerdt                               |
| Henriette        | Amie de Raymonda     | Olga Preobrajenska                        |
| Clémence         | Amie de Raymonda     | Klavdia Koulitchevskaïa                   |
| La Dame Blanche  | -                    | -                                         |
| Comtesse Sybille | -                    | -                                         |
| Roi de Hongrie   | -                    | -                                         |
| Bernard          | -                    | -                                         |
| Béranger         | -                    | Nicolas Legat                             |

## Livret

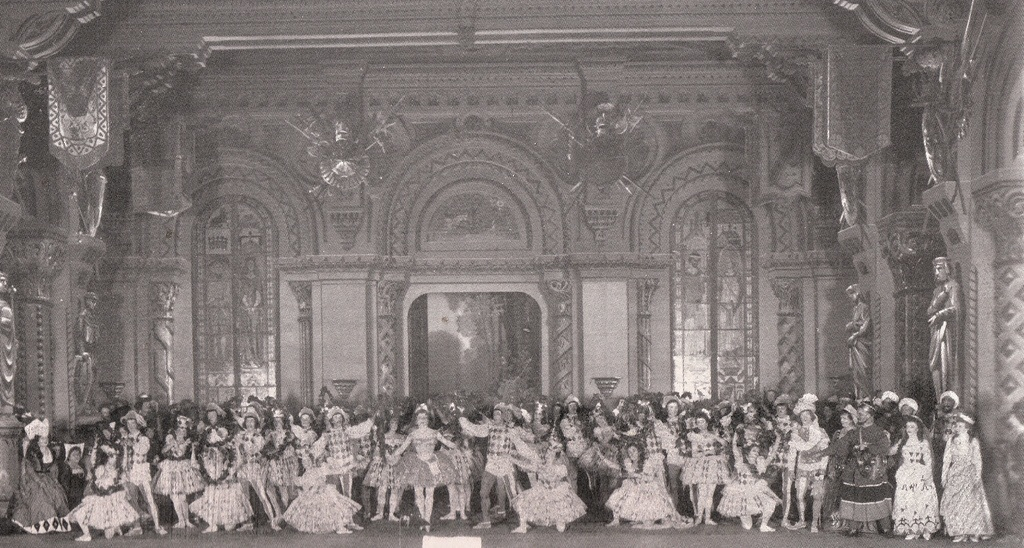
Acte III de la production originale de Raymonda sur la scène du Théâtre Mariinsky. Au centre se trouve Pierina Legnani, créatrice du rôle-titre.

Acte I
- Scène 1 : La fête de Raymonda

1. Introduction
2. Jeux et danses
a. Scène première
b. La traditrice
c. Arrivée de Sybille
d. Reprise de la danse
e. Scène mimique
f. Récit de Sybille
g. Les moqueries de Sybille
3. Entrée
a. Annonce de l'arrivée de Raymonda
b. Préparation de l'arrivée de Raymonda
c. Entrée de Raymonda
4. La lettre de Jean de Brienne
Interpolation : Entrée d'Abderahman
5. Entrée des vassaux et des esclaves
6. Pas d'ensemble
a. Valse provençale
b. Pizzicato - Variation de Raymonda
c. Reprise de la valse
7. Départ des invitées
8. La Romanesca
a. Prélude
b. La Romanesca
c. Une fantaisie - Variation de Raymonda
9.  Scène de Clémence et le luth
10. Apparition de la Dame Blanche
11. Entracte symphonique
- Scène 2 : Visions

12. Le rêve fantastique
13. Entrée de la vision de Jean de Brienne
14. Grand pas d'action
a. Grand adagio
b. Valse Fantastique
c. Variation I
d. Variation II
e. Variation de Raymonda (coupée par Petipa dans la production originale)
Interpolation : Variation pour Mlle Pierina Legnani (Valse tirée des Scènes de Ballet de Glazounov)
Interpolation : Variation pour Sergeyev
f. Grande coda
15. Scène dramatique
16. Ronde des follets et des farfadets
- Scène 3 : L'aurore

17. Scène et finale
Acte II : Cour d'amour
18. Ouverture
19. Marche
20. Arrivée d'Abderahman
21. Pas d'action
a. Grand adage
b. Variation I
c. Variation II
d. Variation de Raymonda
e. Grande coda
Grand Divertissement
22. Scène mimique
23. Entrée des jongleurs
24. Pas des garçons arabes
25. Danse sarrasine
26. Grand pas espagnol
27. Danse orientale (coupée par Petipa dans la production originale)
28. Bacchanale générale
29. L'arrivée de Jean de Brienne et André II
30. Le combat
31. Hymne
Acte III : Le festival des noces
32. Entracte
33. Grand cortège hongrois
34. Rapsodie (Danse des enfants)
35. Palotás) (Danse hongroise)
Interpolation : Mazurka (tirée des Scènes de Ballet de Glazounov)
36. Pas classique hongrois
a. Entrée
b. Grand adage (soit Pas de dix)
c. Variation I
d. Variation II
e. Danse pour quatre danseurs
f. Variation de Raymonda
Interpolation : Variation pour Sergeiev
g. Coda
37. Galop général
38. Apothéose

## Autres versions
- 1946 : George Balanchine et Alexandra Danilova (version abrégée) pour les Ballets russes de Monte-Carlo ;
- 1964 : Rudolf Noureev, monté pour le Royal Ballet, puis l'Australian Ballet, et enfin pour le Ballet de l'Opéra de Paris (en 1983) ;
- 1970 : Alicia Alonso ;
- 1984 : Iouri Grigorovitch pour le Ballet du Bolchoï ;
- 2001 : Ray Barra pour le ballet du Bayerische Staatsoper ;
- 2003 : Anna-Marie Holmes pour l'Opéra national de Finlande, puis pour l'American Ballet Theatre et le Het Nationale Ballet ;
- 2008 : Carla Fracci pour le ballet de l'Opéra de Rome.
- 2022 : Tamara Rojo pour l'English National Ballet, qui transpose l'action durant la Guerre de Crimée[1].

Frederick Ashton chorégraphie lui aussi des extraits de Raymonda, en 1959 et 1960, pour le Royal Ballet.

## Discographie au 10/07/2015
- Orchestre du Théâtre Bolchoï de Moscou, dirigé par Ievgueni Svetlanov, en 1961 (2 CD / Melodiya).
- Orchestre Symphonique de Moscou dirigé par Alexandre Anissimov, en 1995 (2 CD / Naxos).

## Captations vidéos
- Théâtre Mariinsky, captation réalisée en 1980 : avec Irina Kolpakova, Sergueï Berejnoï et les danseurs du théâtre Mariinsky.
- Ballet du Bolchoï, captation réalisée en 1982 : avec Ludmilla Semenyaka[2],  Irek Moukhamedov et les danseurs du théâtre Bolchoï.
- Ballet du Bolchoï, captation réalisée en 1989 : avec Natalia Bessmertnova, Youri Vassioutchenko, et les danseurs du théâtre Bolchoï.
- Ballet de l'Opéra de Paris, captation réalisée en décembre 2008 : chorégraphie (1983) de Rudolf Noureev d'après Marius Petipa ; musique d'Alexandre Glazounov : Orchestre Colonne dirigé par Kevin Rhodes ; étoiles de l'Opéra national de Paris : Marie-Agnès Gillot (Raymonda), Dorothée Gilbert (Henriette), Émilie Cozette (Clémence), José Martinez (Jean de Brienne), Nicolas Le Riche (Abderam), danseurs et corps de ballet de l'Opéra de Paris.
- Ballet de la Scala de Milan, captation réalisée en 2011 : chorégraphie de Marius Petipa remise en scène (2011) par Sergei Vikharev ; musique d'Alexandre Glazounov : Orchestre de la Scala de Milan dirigé par Frédéric Olivieri ; Olesia Novikova (Raymonda), Mariafrancesca Garritano (Henriette), Francesca Podoni (Clémence), Friedemann Vogel (Jean de Brienne), Mick Zeni (Abderam), danseurs et corps de ballet de la Scala de Milan.

À noter également le documentaire Dancer's dream : Raymonda, consacré au travail de Rudolf Noureev sur la reprise du ballet à Paris (avec les danseurs Manuel Legris, Noëlla Pontois...).